# Casa de lemn Vasile Lucaciu
Casa de lemn Vasile Lucaciu este un monument istoric aflat pe teritoriul satului Șișești; comuna Șișești.

## Galerie

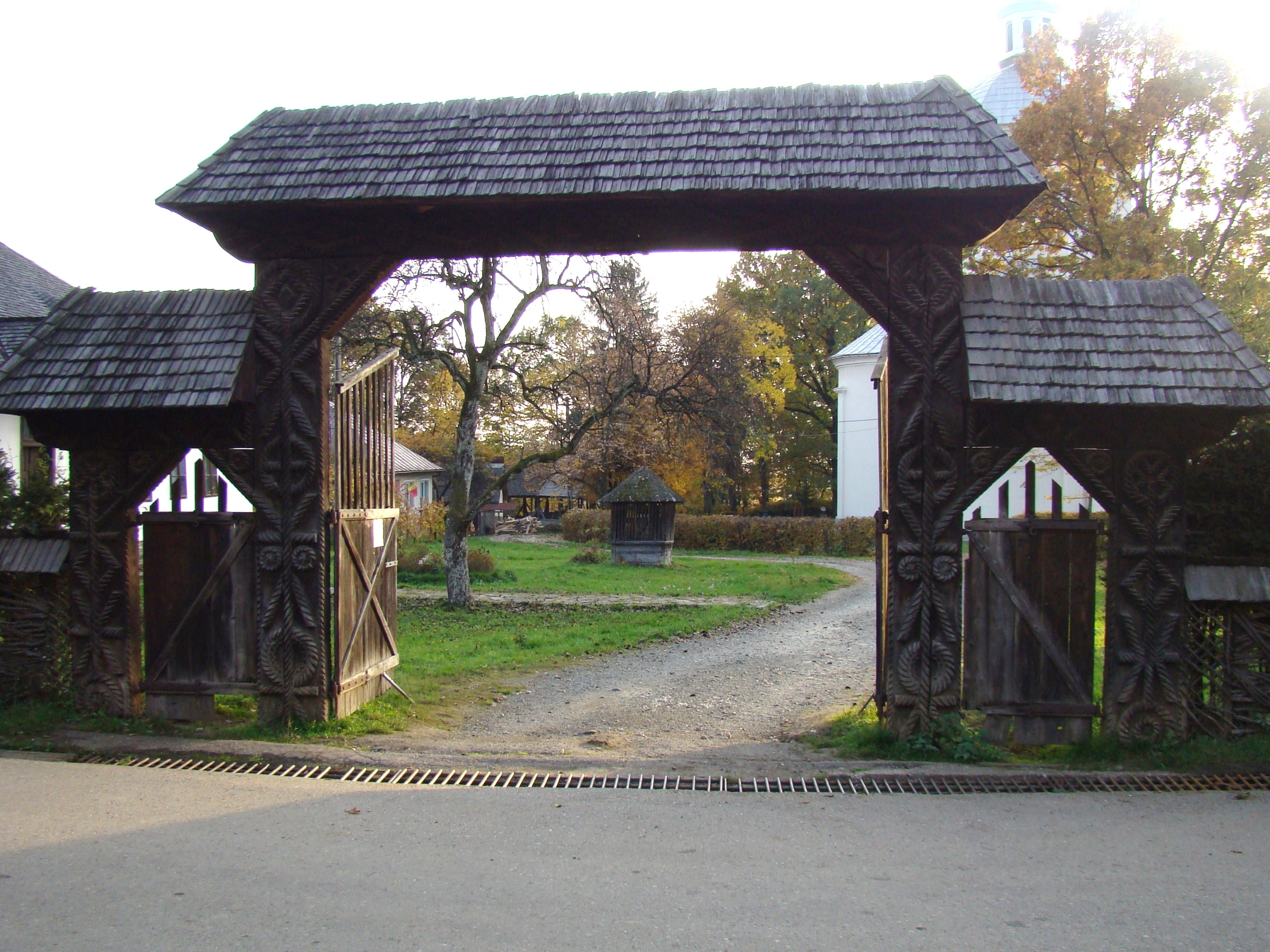
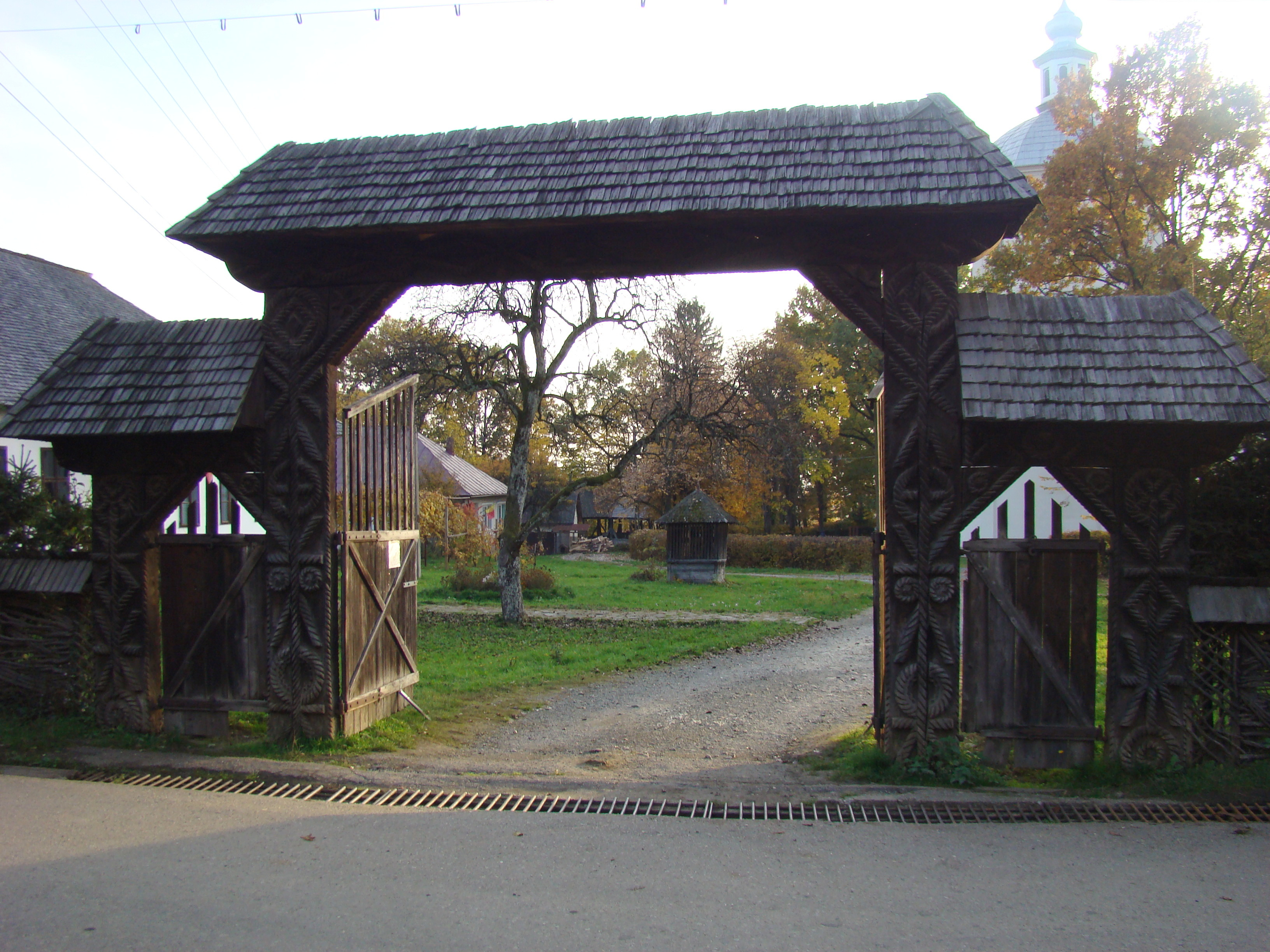
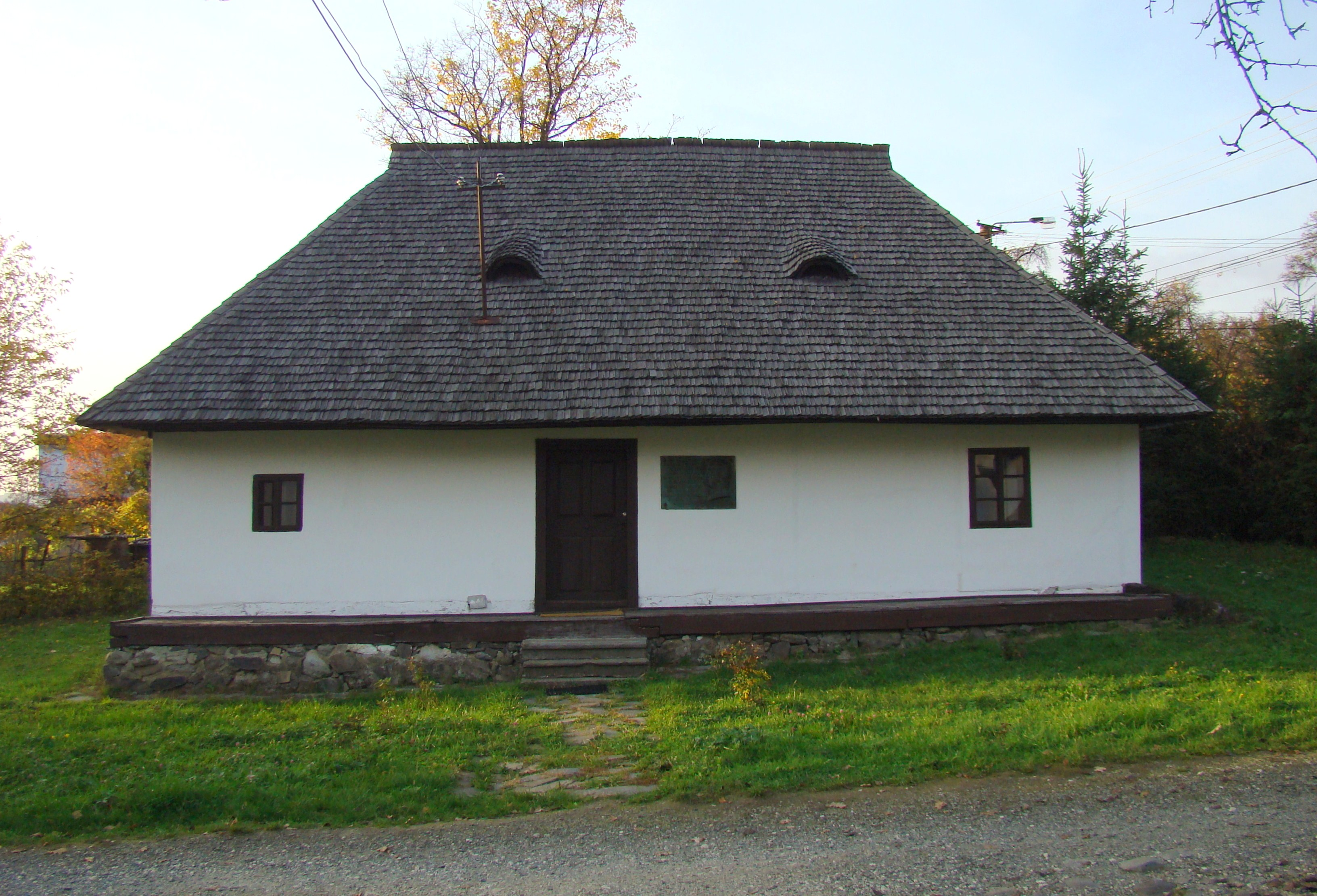
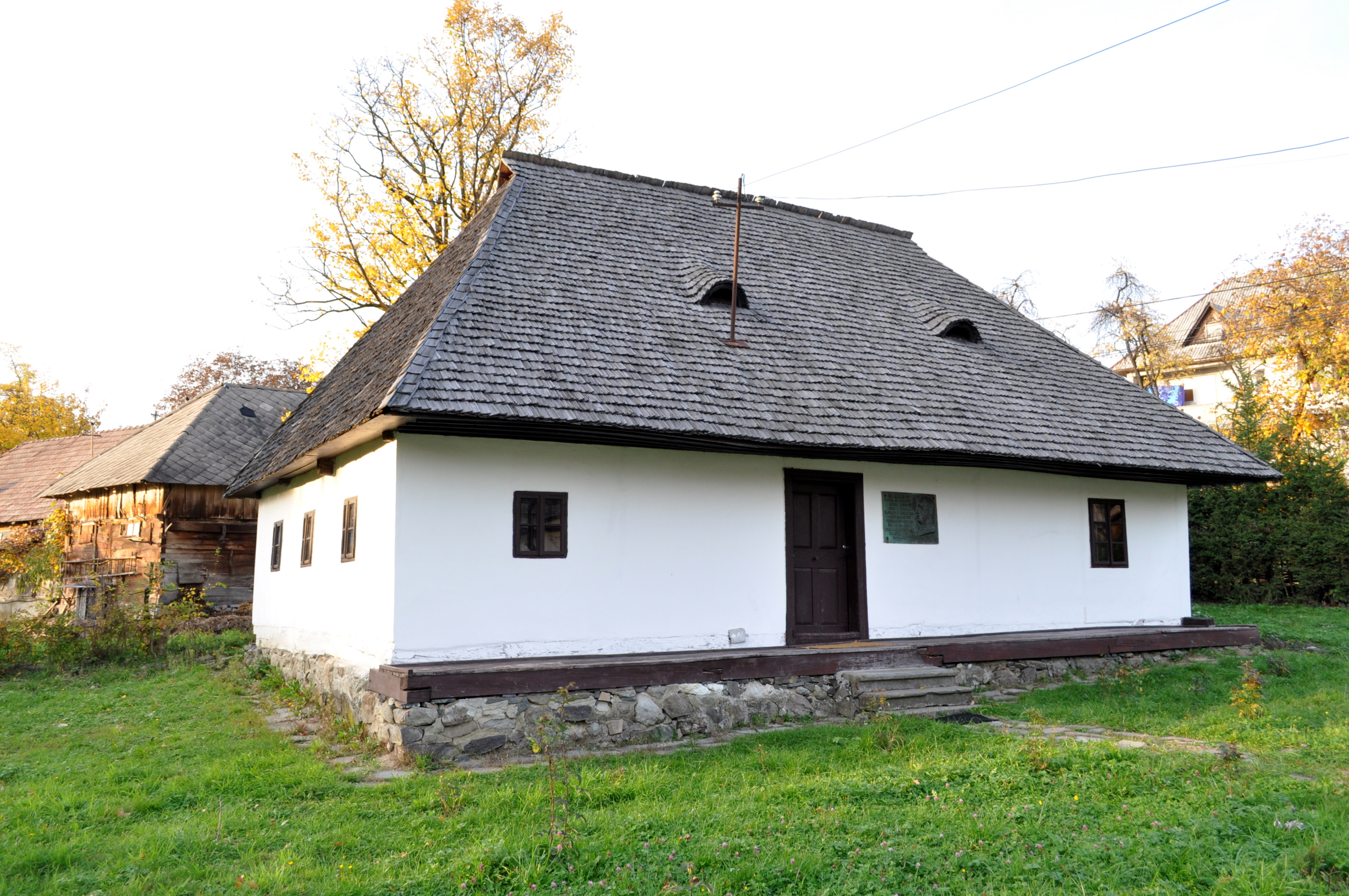